# Capac (Michigan)
Capac é uma vila localizada no estado americano de Michigan, no Condado de St. Clair.

## Demografia
Segundo o censo americano de 2000, a sua população era de 1775 habitantes.
Em 2006, foi estimada uma população de 2236, um aumento de 461 (26.0%).

## Geografia
De acordo com o United States Census Bureau tem uma área de
4,2 km², dos quais 4,2 km² cobertos por terra e 0,0 km² cobertos por água. Capac localiza-se a aproximadamente 248 m acima do nível do mar.

## Localidades na vizinhança
O diagrama seguinte representa as localidades num raio de 20 km ao redor de Capac.